# Amt Liebenwalde (1992–2003)
Das Amt Liebenwalde war ein 1992 gebildetes Amt im Land Brandenburg, in dem sich zunächst fünf Gemeinden des damaligen Kreises Oranienburg (heute Landkreis Oberhavel, Brandenburg) zu einem Verwaltungsverbund zusammengeschlossen hatten. Der Amtssitz war in der Stadt Liebenwalde. Das Amt Liebenwalde wurde 2003 wieder aufgelöst. Es hatte Ende 2002 noch 4672 Einwohner.

## Geographische Lage
Das Amt Liebenwalde grenzte im Norden an das Amt Zehdenick und Gemeinden, im Osten an das Amt Groß Schönebeck (Schorfheide) und das Amt Wandlitz, im Süden an das Amt Wandlitz und Amt Oranienburg-Land, und im Westen an das Amt Löwenberg.

## Geschichte
Am 14. September 1992 erteilte der Minister des Innern des Landes Brandenburg seine Zustimmung zur Bildung des Amtes Liebenwalde. Als Zeitpunkt des Zustandekommens des Amtes wurde der 15. September 1992 bestimmt. Die Zustimmung war zunächst bis zum 15. September 1994 befristet. Das Amt hatte seinen Sitz in der Stadt Liebenwalde und bestand aus fünf Gemeinden im damaligen Kreis Oranienburg:
1. Hammer
2. Kreuzbruch
3. Neuholland
4. Liebenthal
5. Liebenwalde

Ende 1992 hatte das Amt 4814 Einwohner. Die Befristung der Zustimmung wurde ab dem 18. August 1994 aufgehoben. In einer Bekanntmachung vom 14. November 2002 genehmigte das Ministerium des Innern des Landes Brandenburg die Bildung einer neuen Stadt Liebenwalde aus den Gemeinden Hammer, Liebenthal, Neuholland und der Stadt Liebenwalde (Amt Liebenwalde) und der Gemeinde Freienhagen (Amt Oranienburg-Land.) Der Zusammenschluss wurde erst zum Zeitpunkt der nächsten Kommunalwahlen, am 26. Oktober 2003, rechtswirksam. Die Gemeinde Kreuzbruch wurde ebenfalls zum 26. Oktober 2003 per Gesetz in die Stadt Liebenwalde eingegliedert. Das Amt Liebenwalde wurde aufgelöst, die Stadt Liebenwalde wurde amtsfrei. Die Gemeinde Kreuzbruch erhob vor dem Verfassungsgericht des Landes Brandenburg kommunale Verfassungsbeschwerde gegen ihre Auflösung und Eingliederung in die Stadt Liebenwalde, die jedoch teils verworfen, im Übrigen zurückgewiesen wurde.

## Amtsdirektor
Erster und letzter Amtsdirektor war Erhard Heide.

## Belege
1. 1 2  
Landesbetrieb für Datenverarbeitung und Statistik Land Brandenburg Historisches Gemeindeverzeichnis des Landes Brandenburg 1875 bis 2005 19.7 Landkreis Oberhavel PDF
2. ↑  
Bildung des Amtes Liebenwalde. Bekanntmachung des Ministers des Innern vom 14. September 1992. Amtsblatt für Brandenburg - Gemeinsames Ministerialblatt für das Land Brandenburg, 3. Jahrgang, Nr. 75, 5. Oktober 1992, S. 1869.
3. ↑  
Aufhebung der Befristung von Ämtern. Bekanntmachung des Ministers des Innern vom 20. September 1994. Amtsblatt für Brandenburg - Gemeinsames Ministerialblatt für das Land Brandenburg, 5. Jahrgang, Nummer 71, 7. Oktober 1994, S. 1446.
4. ↑  
Bildung einer neuen Stadt Liebenwalde Bekanntmachung des Ministeriums des Innern vom 14. November 2002 . Amtsblatt für Brandenburg Gemeinsames Ministerialblatt für das Land Brandenburg, 14. Jahrgang, 2003, Nummer 9, Potsdam, den 5. März 2003, S. 273 PDF
5. ↑  
Fünftes Gesetz zur landesweiten Gemeindegebietsreform betreffend die Landkreise Barnim, Märkisch-Oderland, Oberhavel, Ostprignitz-Ruppin, Prignitz, Uckermark (5. GemGebRefGBbg) vom 24. März 2003 (Gesetz- und Verordnungsblatt für das Land Brandenburg, I (Gesetze), 2003, Nr. 05, S. 82), geändert durch Gesetz vom 1. Juli 2003 (Gesetz- und Verordnungsblatt für das Land Brandenburg, I (Gesetze), 2003, Nr. 10, S. 187)
6. ↑  
Kommunales Verfassungsbeschwerdeverfahren der Gemeinde Kreuzbruch gegen die Eingemeindung in die Stadt Liebenwalde
7. ↑  
Finowkanal Rundschau Nr. 1, Mai 2000 PDF